# Gravesia vestita
Gravesia vestita là một loài thực vật có hoa trong họ Mua. Loài này được (Baker) H. Perrier mô tả khoa học đầu tiên năm 1932.